# Kwatta (Suriname)
Kwatta est un ressort du Suriname, situé dans le district de Wanica. Lors du recensement de 2012, sa population est de 14 151 habitants. Kwatta était autrefois une zone agricole, mais en raison de sa proximité avec la capitale du pays, Paramaribo, il devient suburbain. En 1838, la Kwattaweg, une route, est construite entre Kwatta et Paramaribo. 